# Carles Sans
Carles Sans Padrós (Badalona, 5 de julio de 1955) es un actor, director y articulista español. Es miembro fundador junto a Paco Mir y Joan Gràcia de la compañía de teatro gestual Tricicle. 

## Trayectoria profesional
Además de su faceta como actor componente del grupo Tricicle, ha dirigido diversos cortometrajes, dos de los cuales (Quien mal anda mal acaba y David) han estado nominados a los premios Goya de la Academia de Cine Español.
Como director teatral ha dirigido y adaptado la película de Fernando León de Aranoa Familia y la ópera El barbero de Sevilla (para público infantil) producida por el Gran Teatro del Liceo de Barcelona. En 2008, junto con sus compañeros de Tricicle, puso en escena el musical Spamalot, de Monty Python, y más recientemente, Forever Young, una comedia musical.
En el año 2010 escribió, junto a la periodista Anna Llauradó, la novela Cita a dos, editada por Seix Barral y basada en las primeras citas entre hombres y mujeres. Ese mismo año recibió junto a sus compañeros de Tricicle la Medalla de Oro de las Bellas Artes. 
Desde el año 2002 hasta el 2019 escribió artículos de opinión en el diario El Mundo de Cataluña y desde marzo de 2013 colabora como articulista en las páginas de opinión de El Periódico de Catalunya, el diario Sport y el diario digital Tendencias Hoy. Es autor de la comedia Segundo intento, actualmente en proceso de producción. 
En 2016 coprodujo junto a Javier Bardem, Lourdes Reyna, Celia Orós y Quique Camín la película Bigas X Bigas, estrenada en el Festival de Cine de San Sebastián, en torno al material inédito grabado en unas cintas de video por el director Bigas Luna fallecido en el año 2013. Con motivo de la retirada de los escenarios de Tricicle en marzo de 2020, recibió, junto a sus colegas Paco Mir y Joan Gracia, la Medalla de Oro de las Artes Escénicas de España y el Premio Nacional de Cultura de la Generalidad de Cataluña. 
En 2021, preparó en solitario un monólogo titulado ¡Por fin solo!, codirigido por José Corbacho, en el que habla de divertidas anécdotas profesionales y personales vividas a lo largo de su carrera como actor. El espectáculo se estrenó el 17 de octubre en el Centro Cultural de Tarrasa y sigue de gira por toda España.
En el año 2023, Tricicle se retira definitivamente después de cinco únicas funciones en el Gran Teatro del Liceo de Barcelona. Movistar plus les produce un documental titulado "Tricicle un último gesto" sobre las horas previas a la  última función del grupo. Este documental gana el premio Zapping que da la Asociación de Medios Audiovisuales de Cataluña. En este mismo año recibe junto a sus compañeros el Max de Honor de la Academia de Artes Escénicas de España.
En 2024 dirige en Barcelona EL TENORIU una versión teatral del Don Juan Tenorio de Zorrila, siguiendo la tradición de representar esta obra en las fechas de Todos los Santos. La versión de éste Tenorio es del todo humorística y estuvo interpretada por Silvia Abril y Andreu Buenafuente, junto a David Olivares, Anna Beltrán y Roger Juliá. La obra se estrenó el 5 de noviembre en el Teatre Poliorama de Barcelona con todas las entradas agotadas y con el objetivo de representarla cada año en torno a esas fechas.